# Athis-de-l'Orne
Athis-de-l'Orne foi uma comuna francesa na região administrativa da Normandia, no departamento Orne. Estendia-se por uma área de 32,36 km². Em 2010 a comuna tinha 4 321 habitantes (densidade: 133,5 hab./km²).
Em 1 de janeiro de 2016, passou a formar parte da nova comuna de Athis-Val de Rouvre.